# ناروتو شيبودن (الموسم 20)
الموسم العشرون من مسلسل ناروتو شيبودن مستوحى من الجزء الثاني من مانغا ناروتو لمؤلفها ماساشي كيشيموتو. تم بدأ عرض الموسم العشرون في 28 مايو 2015 على تلفاز طوكيو في اليابان وانتهى عرضه 13 أكتوبر 2016. حيث تتمحور أحداث الجزء العشرون حول معركة مايت غاي مع مادارا أوتشيها، وكذلك امتلاك ساسكي وناروتو قدرات حكيم المسارات الستة، والتفعيل التسوكويومي اللانهائية واعتراف مادارا لأوبيتو أن موت رين كان مصطنعا وهو المسؤول عنه وأيضا خيانة زيتسو الأسود لمادارا وإستغلال زيتسو الأسود لجسد مادارا وإعادة إحياءه لأمه لكن يمنح أوبيتو لكاكاشي كلتا عيناه ويتمكن من تفعيل السوسانو ويساعدناروتو و ساسكي وساكورا بختمها لكن يتمرد ساسكي مرة أخرى ويقاتل ناروتو ولكن هذا الأخير يقتنع ويعود لكونوها.

## قائمة الحلقات
| الرقم | عنوان الحلقة                                                                              | فصول المانغا                                                                              | تاريخ العرض الأصلي                                                                        |
| حرب النينجا العظمى - التسوكيومي الأبدية (忍界大戦・無限月読 نينكاي تايسِن - موغِن تسوكيومي) | حرب النينجا العظمى - التسوكيومي الأبدية (忍界大戦・無限月読 نينكاي تايسِن - موغِن تسوكيومي) | حرب النينجا العظمى - التسوكيومي الأبدية (忍界大戦・無限月読 نينكاي تايسِن - موغِن تسوكيومي) | حرب النينجا العظمى - التسوكيومي الأبدية (忍界大戦・無限月読 نينكاي تايسِن - موغِن تسوكيومي) |
| --- | ----------------------------------------------------------------------------------------- | ----------------------------------------------------------------------------------------- | ----------------------------------------------------------------------------------------- |
| 414 | «شفا الموت» (死の際)                                                                      | 663-664                                                                                   | 28 مايو 2015                                                                              |
| ترى ساكورا أن ناروتو يموت حقا ولكن يخبرها غارا بأن الكيوبي أخبره بأن يوصل ناروتو إلى أبيه ليمده بنصف طاقة الكيوبي المتبقية لديه، بينما تنطلق كارين وجوغو وسويغيتسو وأوروتشيمارو لمساعدة ساسكي وهنا يعترف كابوتو بأنه مخطئ و يتمكن الخروج من وهم الإيزانامي الخاص بإيتاشي ويتجه لمساعدة ساسكي وتشعر كارين بطاقته لكنها لا تستطيع كشفه لأن طاقته مختلطة و تقلق أكثر بشأن ساسكي. |                                                                                           |                                                                                           |                                                                                           |
| 415 | «المانغيكيو الاثنين» (二つの万華鏡)                                                       | 665-666                                                                                   | 4 يونيو 2015                                                                              |
| 416 | «تشكيل فريق ميناتو» (i結成・ミナト班)                                                     | حصرية                                                                                     | 11 يونيو 2015                                                                             |
| 417 | «أنت ستكون سندي» (お前はバックアップだ)                                                   | 666                                                                                       | 25 يونيو 2015                                                                             |
| 418 | «الوحش الأخضر الجامح ضد مادارا المسارات الستة» (碧き猛獣VS六道マダラ」)                   | 667-668                                                                                   | 2 يوليو 2015                                                                              |
| 419 | «ربيع شباب والدِي» (パパの青春)                                                            | 668                                                                                       | 9 يوليو 2015                                                                              |
| 420 | «تشكيل البوابات الثمانية الداخلية» (八門遁甲の陣)                                         | 669-670                                                                                   | 23 يوليو 2015                                                                             |
| 421 | «حكيم المسارات الستة» (六道仙人)                                                          | 671-672                                                                                   | 30 يوليو 2015                                                                             |
| 422 | «الذين سيرثون» (受け継がれるもの)                                                         | حصرية                                                                                     | 6 أغسطس 2015                                                                              |
| 423 | «صديق ناروتو» (ナルライバル)                                                              | حصرية                                                                                     | 6 أغسطس 2015                                                                              |
| 424 | «قِف» "تاتسو" (立つ)                                                                       | 673-674                                                                                   | 13 أغسطس 2015                                                                             |
| 425 | «الحلم اللانهائي» (無限の夢)                                                              | 675-676                                                                                   | 20 أغسطس 2015                                                                             |
| 426 | «التسوكيومي اللانهائية» (無限月読)                                                        | 677                                                                                       | 27 أغسطس 2015                                                                             |
| 427 | «عالم الأحلام» (夢の世界へ)                                                               | 677                                                                                       | 3 سبتمبر 2015                                                                             |
| هجوم كاغويا أوتسوتسوكي (大筒木カグヤ襲来 أوتسوتسوكي كاغويا شوراي) (مانغا) التسوكيومي الأبدية: الاستدعاء (無限月読・発動の章 موغِن تسوكيومي: هاتسودو نو شو) (أنمي) |                                                                                           |                                                                                           |                                                                                           |
| 428 | «حيث تنتمي تنتن» (テンテンの居場所)                                                       | حصرية                                                                                     | 3 سبتمبر 2015                                                                             |
| 429 | «اختطاف كيلر بي الجزء الأول» (キラービー落風伝・天の巻)                                   | 678                                                                                       | 10 سبتمبر 2015                                                                            |
| 430 | «اختطاف كيلر بي الجزء الثاني» (キラービー落風伝・地の巻)                                  | حصرية                                                                                     | 17 سبتمبر 2015                                                                            |
| 431 | «هذه الابتسامة مجددا» (あの笑顔をもう一度)                                                | حصرية                                                                                     | 24 سبتمبر 2015                                                                            |
| كتيب الشينوبي جيرايا: حكاية البطل ناروتو (自来也忍法帳〜ナルト豪傑物語 جيرايا نينبوتشو ~ ناروتو غوكِتسو مونوغاتاري) |                                                                                           |                                                                                           |                                                                                           |
| 432 | «النينجا الخاسر» (落ちこぼれ忍者)                                                         | حصرية                                                                                     | 1 أكتوبر 2015                                                                             |
| 433 | «مهمة البحث» (出撃・探索任務)                                                             | حصرية                                                                                     | 8 أكتوبر 2015                                                                             |
| 434 | «فريق جيرايا» "تشيمو جيرايا" (チーム・ジライヤ)                                           | حصرية                                                                                     | 15 أكتوبر 2015                                                                            |
| 435 | «ترتيب الأولويات» "يوسِن جوني" (優先順位)                                                  | حصرية                                                                                     | 22 أكتوبر 2015                                                                            |
| 436 | «الرجل المقنع» (仮面の男)                                                                 | حصرية                                                                                     | 5 نوفمبر 2015                                                                             |
| 437 | «القوة المختومة» "فوين ساريشي تشيكارا" (封印されし力)                                     | حصرية                                                                                     | 12 نوفمبر 2015                                                                            |
| 438 | «القوانين أو الرفيق» (掟か、仲間か)                                                       | حصرية                                                                                     | 19 نوفمبر 2015                                                                            |
| 439 | «طفل النبوءة» (予言の子)                                                                  | حصرية                                                                                     | 26 نوفمبر 2015                                                                            |
| 440 | «الطير المحبوس» (籠の鳥)                                                                  | حصرية                                                                                     | 3 ديسمبر 2015                                                                             |
| 441 | «العودة» (帰還)                                                                           | حصرية                                                                                     | 10 ديسمبر 2015                                                                            |
| 442 | «الطريق المتبادل» (互いの道)                                                              | حصرية                                                                                     | 17 ديسمبر 2015                                                                            |
| 443 | «الفرق في القوة» (力の差)                                                                 | حصرية                                                                                     | 24 ديسمبر 2015                                                                            |
| 444 | «القرية المحتالة» (抜け里)                                                                | حصرية                                                                                     | 14 يناير 2016                                                                             |
| 445 | «المطارد» (追手)                                                                          | حصرية                                                                                     | 21 يناير 2016                                                                             |
| 446 | «تضارب» (衝突)                                                                            | حصرية                                                                                     | 28 يناير 2016                                                                             |
| 447 | «قمر آخر» (もう一つの月)                                                                  | حصرية                                                                                     | 04 فبراير 2016                                                                            |
| 448 | «رفيق» (仲間)                                                                             | حصرية                                                                                     | 11 فبراير 2016                                                                            |
| 449 | «اتحاد الشينوبي» (忍達の共演)                                                             | حصرية                                                                                     | 18 فبراير 2016                                                                            |
| 450 | «منافس» (好敵手)                                                                          | 678                                                                                       | 25 فبراير 2016                                                                            |
| كتاب قصة إيتاتشي الحقيقية: النور والظلام (イタチ真伝篇～光と闇～ إيتاتشي شيندِن-هِن ~ هيكاري تو يامي ~) |                                                                                           |                                                                                           |                                                                                           |
| 451 | «الولادة والموت» (生まれる命、死ぬ命)                                                     | 677-678                                                                                   | 03 مارس 2016                                                                              |
| 452 | «العبقري» (異才)                                                                          | حصرية                                                                                     | 10 مارس 2016                                                                              |
| 453 | «ألم العيش» (命の痛み)                                                                    | حصرية                                                                                     | 17 مارس 2016                                                                              |
| 454 | «طلب شيسوي» (シスイの依頼)                                                                | حصرية                                                                                     | 03 مارس 2016                                                                              |
| 455 | «ليلةٌ مقمرة» (月夜)                                                                       | 678                                                                                       | 07 أبريل 2016                                                                             |
| 456 | «ظلام الاكاتسكي» (暁の闇)                                                                 | حصرية                                                                                     | 14 أبريل 2016                                                                             |
| 457 | «شريك» (相棒)                                                                             | حصرية                                                                                     | 21 أبريل 2016                                                                             |
| 458 | «الحقيقة» (真)                                                                            | 678-679                                                                                   | 28 أبريل 2016                                                                             |
| أصول عقيدة النينجا ~ الروحان، إندرا وأشورا |                                                                                           |                                                                                           |                                                                                           |
| 459 | «إنها البداية» (はじまりのもの)                                                           | 679-681                                                                                   | 05 مايو 2016                                                                              |
| 460 | «كاغويا أوتسوتسوكي» (大筒木カグヤ)                                                        | 681                                                                                       | 12 مايو 2016                                                                              |
| 461 | «هاغورومو وهامورا» (ハゴロモとハムラ)                                                     | 681                                                                                       | 19 مايو 2016                                                                              |
| 462 | «الماضي المصنوع» (造られた過去)                                                           | 681                                                                                       | 26 مايو 2016                                                                              |
| 463 | «النينجا رقم واحد المفاجأة!» (意外性ナンバーワン！)                                       | 681-683                                                                                   | 2 يونيو 2016                                                                              |
| 464 | «عقيدة النينجا» "نينشو" (忍宗)                                                            | حصرية                                                                                     | 9 يونيو 2016                                                                              |
| 465 | «أسورا وإندرا» "أشورا تو إندورا" (アシュラとインドラ)                                     | حصرية                                                                                     | 16 يونيو 2016                                                                             |
| 466 | «اختبار الطريق» (試練の旅)                                                                | حصرية                                                                                     | 30 يونيو 2016                                                                             |
| 467 | «قرار أسورا» (アシュラの決意)                                                             | حصرية                                                                                     | 7 يوليو 2016                                                                              |
| 468 | «الوريث» (後継者)                                                                         | حصرية                                                                                     | 21 يوليو 2016                                                                             |
| حلقة مستقلة |                                                                                           |                                                                                           |                                                                                           |
| 469 | «مهمة خاصة» (特別任務)                                                                    | حصرية                                                                                     | 28 يوليو 2016                                                                             |
| فصل ناروتو وساسكي |                                                                                           |                                                                                           |                                                                                           |
| 470 | «المشاعر المتصلة» (繋がる想い)                                                            | 684-685                                                                                   | 4 أغسطس 2016                                                                              |
| 471 | «أولئك الاثنان دومًا» (二人をちゃんと)                                                     | 686                                                                                       | 11 أغسطس 2016                                                                             |
| 472 | «أنت بالتأكيد» (お前は必ず)                                                               | 687                                                                                       | 18 أغسطس 2016                                                                             |
| 473 | «الشارينغان مجددًا» "شارينغان، فوتاتابي" (写輪眼、再び)                                    | 688-689                                                                                   | 25 أغسطس 2016                                                                             |
| 474 | «تهنئة» (おめでとう)                                                                      | 690-691                                                                                   | 1 سبتمبر 2016                                                                             |
| 475 | «وادي النهاية» (終末の谷)                                                                 | 692-693                                                                                   | 8 سبتمبر 2016                                                                             |
| 476 | «المعركة الأخيرة» (最後の戦い)                                                            | 694-696                                                                                   | 29 سبتمبر 2016                                                                            |
| 477 | «ناروتو وساسكي» "ناروتو تو ساسكي" (ナルトとサスケ)                                        | 696-698                                                                                   | 29 سبتمبر 2016                                                                            |
| 478 | «علامة الانسجام» (和解の印)                                                               | 698-699                                                                                   | 6 أكتوبر 2016                                                                             |
| 479 | «ناروتو أوزوماكي!!» "أوزوماكي ناروتو" (うずまきナルト!!)                                  | 699-700                                                                                   | 13 أكتوبر 2016                                                                            |

## إصدارات منزلية
| مجلد | تاريخ         | أقراص | حلقات   | مرجع  |
| ---- | ------------- | ----- | ------- | ----- |
| 1    | 3 فبراير 2016 | 1     | 414–417 | [ 2 ] |
| 2    | 2 مارس 2016   | 1     | 418–421 | [ 3 ] |
| 3    | 6 أبريل 2016  | 1     | 422–426 | [ 4 ] |
| 4    | 11 مايو 2016  | 1     | 427–431 | [ 5 ] |

| مجلد | تاريخ         | أقراص | حلقات   | مرجع   |
| ---- | ------------- | ----- | ------- | ------ |
| 1    | 8 يونيو 2016  | 1     | 432–435 | [ 6 ]  |
| 2    | 6 يوليو 2016  | 1     | 436–439 | [ 7 ]  |
| 3    | 3 أغسطس 2016  | 1     | 440–443 | [ 8 ]  |
| 4    | 7 سبتمبر 2016 | 1     | 444–447 | [ 9 ]  |
| 5    | 5 أكتوبر 2016 | 1     | 448–450 | [ 10 ] |

| مجلد | تاريخ         | أقراص | حلقات   | مرجع   |
| ---- | ------------- | ----- | ------- | ------ |
| 1    | 2 نوفمبر 2016 | 1     | 451–454 | [ 11 ] |
| 2    | 7 ديسمبر 2016 | 1     | 455–458 | [ 12 ] |

| مجلد | تاريخ         | أقراص | حلقات        | مرجع   |
| ---- | ------------- | ----- | ------------ | ------ |
| 1    | 11 يناير 2017 | 1     | 459–462, 466 | [ 13 ] |
| 2    | 8 فبراير 2017 | 1     | 463–465      | [ 14 ] |
| 3    | 1 مارس 2017   | 1     | 467–469      | [ 15 ] |

| مجلد | تاريخ        | أقراص | حلقات   | مرجع   |
| ---- | ------------ | ----- | ------- | ------ |
| 1    | 5 أبريل 2017 | 1     | 470–473 | [ 16 ] |
| 2    | 10 مايو 2017 | 1     | 474–477 | [ 17 ] |
| 3    | 7 يونيو 2017 | 1     | 478–479 | [ 18 ] |